# 고양이의 야생동물 포살

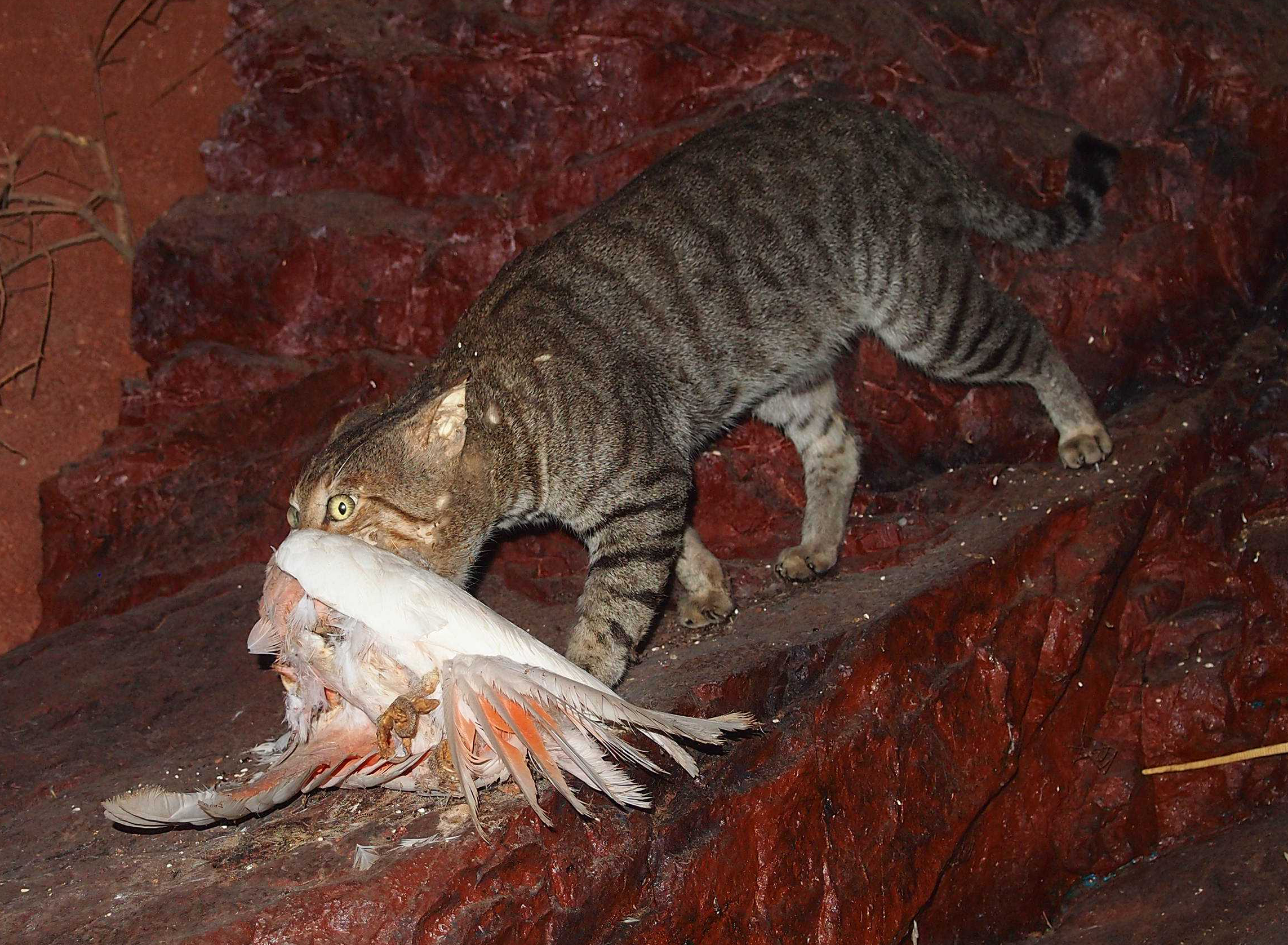

고양이의 야생동물 포살(── 野生動物捕殺, 영어: cat predation on wildlife)은 현재 자연보전에 있어 심각한 문제 중 하나로 제기되고 있다.
고양이가 야생동물을 포살하는 현상은 야생화된 고양이와 사람이 기르는 고양이 모두에게서 나타난다. 이것은 고양이의 자연스러운 본능적 행동의 결과다. 고양이는 본능적으로 자신보다 작은 동물을 살상하고, 전통적으로 사람들은 이것을 쥐를 방제할 수 있는 바람직한 습성으로 간주해서 헛간 고양이와 같은 형태로 고양이를 기르기 시작했다. 그러나 오늘날의 과학적 근거는 고양이가 쥐 개체를 조절한다는 대중적인 믿음을 뒷받침하지 않으며, 생태학자들은 오히려 유익한 토착야생동물만 고양이에 의한 비대칭적 피해를 입는다는 이유로 고양이를 풀어 기르는 것을 강하게 반대하고 있다. 대부분의 지역에서 고양이는 침입외래종이자 최상위 포식자로서 유의미한 생태계 교란을 일으키고 있다.
고양이는 타고난 사냥본능, 탁월한 환경적응력으로 인해 광범위한 종류의 소동물들을 포살하고 있으며, 이것은 주인 없이 야생화된 고양이와 주인 있는 고양이를 가리지 않는다. 고양이는 침입외래종이자 최상위 포식자, 그리고 기회주의적 사냥꾼으로서 생태계에 유의미한 피해를 끼치고 있다. 고양이가 특정 환경에 존재하는 것만으로 그 일대의 토종 동물종에게 공포의 생태를 일으켜 토종 야생동물의 생존능력을 제한하게 된다. 또한 고양이가 야생동물로부터 묻어온 질병을 인간에게 옮길 수도 있다. 때문에 다양한 형태의 개체수 통제 방법을 통해 고양이가 환경에 미치는 영향을 완화하려는 시도들이 있다. 그러나 인간과 고양이가 반려동물로서 관계를 맺고 있음으로 인한 고양이에 대한 호의적인 사회적 인식 때문에 이러한 시도의 효과는 제한적이다.
호주에서는 고양이의 포살로 인해 최소 20종의 토종 포유류가 절멸했으며, 최소 124종이 절멸위기에 처해 있다. 고양이가 낙도에 유입됨으로 인해 멸종한 섬 고유종은 전세계적으로 최소 33종 이상이다. 2013년 『네이처 커뮤니케이션즈』에서 17개 연구에서 수집된 데이터를 체계적으로 검토한 결과, 미국에서만 매년 고양이들이 수십억 마리의 새를 포살하는 것으로 밝혀졌다. 2014년, 국제자연보전연맹(IUCN)은 고양이를 세계 최악의 100대 침입외래종 가운데 하나로 선정하고 고양이는 “전 세계에서 침입외래종”(Invasive worldwide)이라고 규정했다.

## 연구사

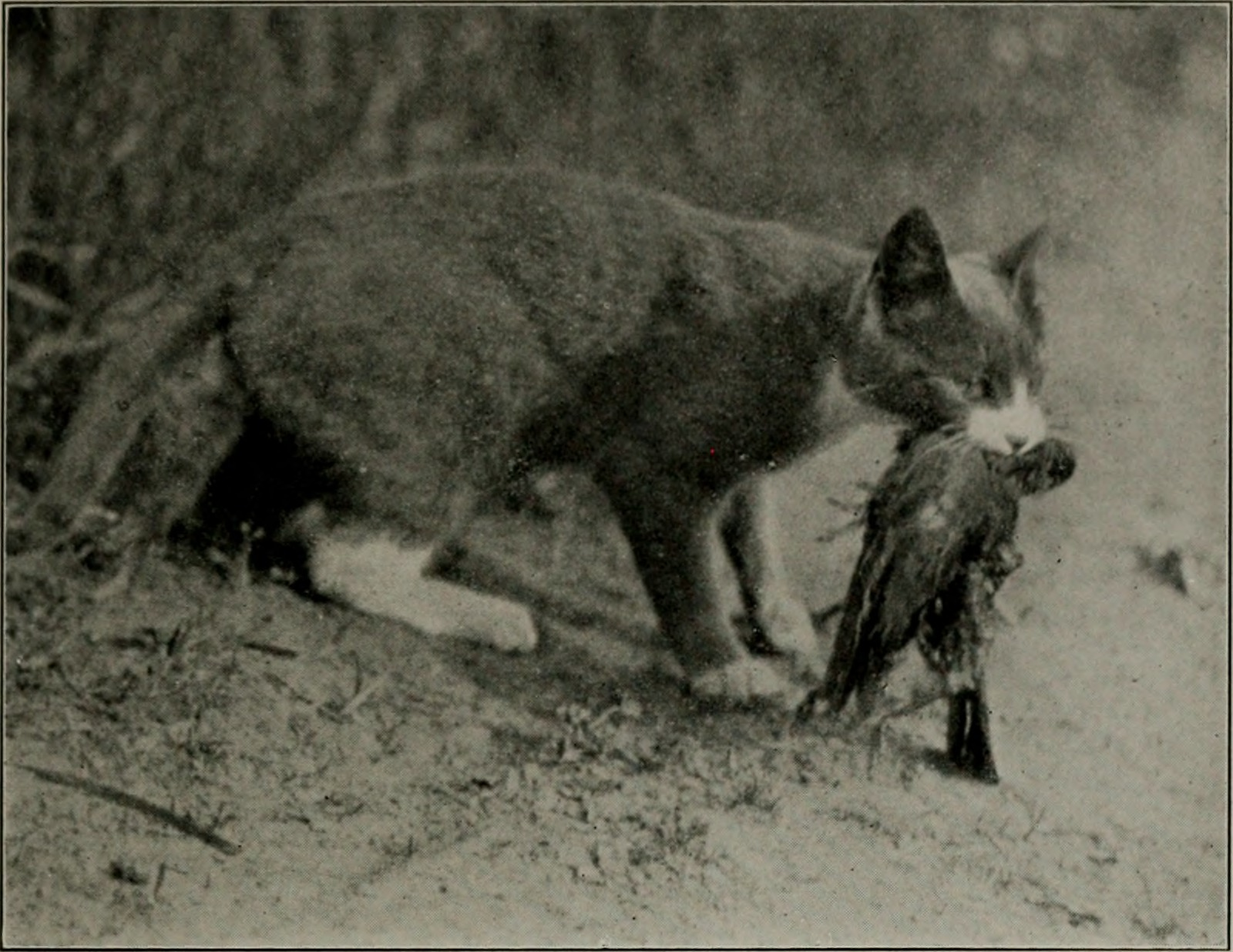
아메리카울새를 잡은 야생화된 고양이. 포부시의 책(1916년)에 수록된 사진.

고양이의 야생동물 포살을 문제삼은 최초의 연구는 아마도 1916년 에드워드 하우 포부시가 메사추세츠주 주정부 농무이사회에 제출한 『집고양이: 조류 살해자이자 쥐잡이이자 야생동물 파괴자: 그 활용과 통제』다.
2001년 수행된 연구에서는 조류종 절멸위기의 가장 큰 원인을 서식지 상실(52%)로 조사했고,:399 고양이・쥐・겨우살이를 비롯한 외래종의 침입으로 인한 절멸위기종은 6%인 것으로 조사되었다.:403 그러나 같은 연구에서, 타운센드슴새・소코로비둘기・마르키즈땅비둘기 등 외딴 섬에 서식하는 일부 종의 경우에는 고양이가 절멸위기의 유일한 원인이었던 것으로 밝혀졌다.:400
2013년, 스미스소니언 보전생물학연구원과 미국 어류 및 야생동물관리국에서 수행한 연구에서는, 옥외를 돌아다니는 고양이들이 미국의 야생동물에게 있어 가장 심각한 위협인 것으로 밝혀졌다. 이 연구에 따르면 고양이는 1년에 조류 13억 - 37억 마리, 포유류 63억 - 223억 마리를 죽인다. 이것은 기존에 추산되던 수치에 비해 훨씬 높은 것이었다.:2

## 낙도의 경우

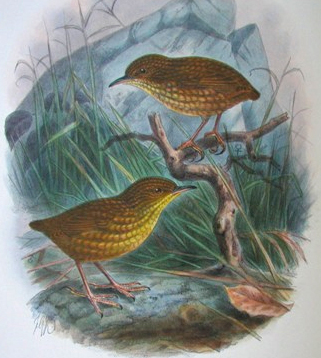
스티븐스섬굴뚝새는 스티븐스섬에 고양이가 들어간지 2년만에 절멸했다.

낙도에 서식하는 동물종은 많은 경우 생태적으로 소박하다. 상위 포식자가 없기 때문에 포식자에 대응하는 방어기제 능력도 없다는 것이다. 이렇게 생태학적으로 소박한 낙도에 우월한 포식동물인 고양이가 유입될 경우, 섬의 생물다양성은 파멸적인 결과를 맞는다. 고양이는 카리브해의 후티아류, 멕시코 서부해안의 과달루페바다제비, 뉴질랜드의 스티븐스섬굴뚝새 등 여러 낙도 토착동물의 완전 절멸 또는 국지적 절멸의 원인이 되었다. 연구된 종들 가운데 40%가 고양이가 절멸의 유의미한 원인 중 하나였다. “이렇게 전지구적으로 보편적인 파괴적 효과를 미친 외래포식종은 고양이 이외에 존재하지 않는다.”
때문에 낙도 생태계를 복원하는 보전운동가들은 대부분의 경우 섬에서 고양이를 쫓아낸다. 2004년까지 48개 섬에서 고양이가 완전히 근절되었다. 19세기에 고양이가 사람과 함께 유입되어 바닷새 개체군을 붕괴시킨 어센션섬에서는 2002년부터 고양이를 구제하기 시작해서 2004년 완전히 고양이를 없앴다. 그러자 100년 넘게 보이지 않던 바닷새 7종이 섬으로 돌아왔다.
일부 경우에서는 고양이가 없어지자 다른 외래침입종, 특히 쥐와 토끼가 창궐하는 예기치 못한 부작용이 발생하기도 했다. 호주 매쿼리섬에서는 고양이를 제거한 뒤 2007년부터 쥐와 토끼에 대한 구제작업에 착수하여 7년의 기한과 2400만 달러의 예산을 책정했다.

## 고양이 공격의 결과

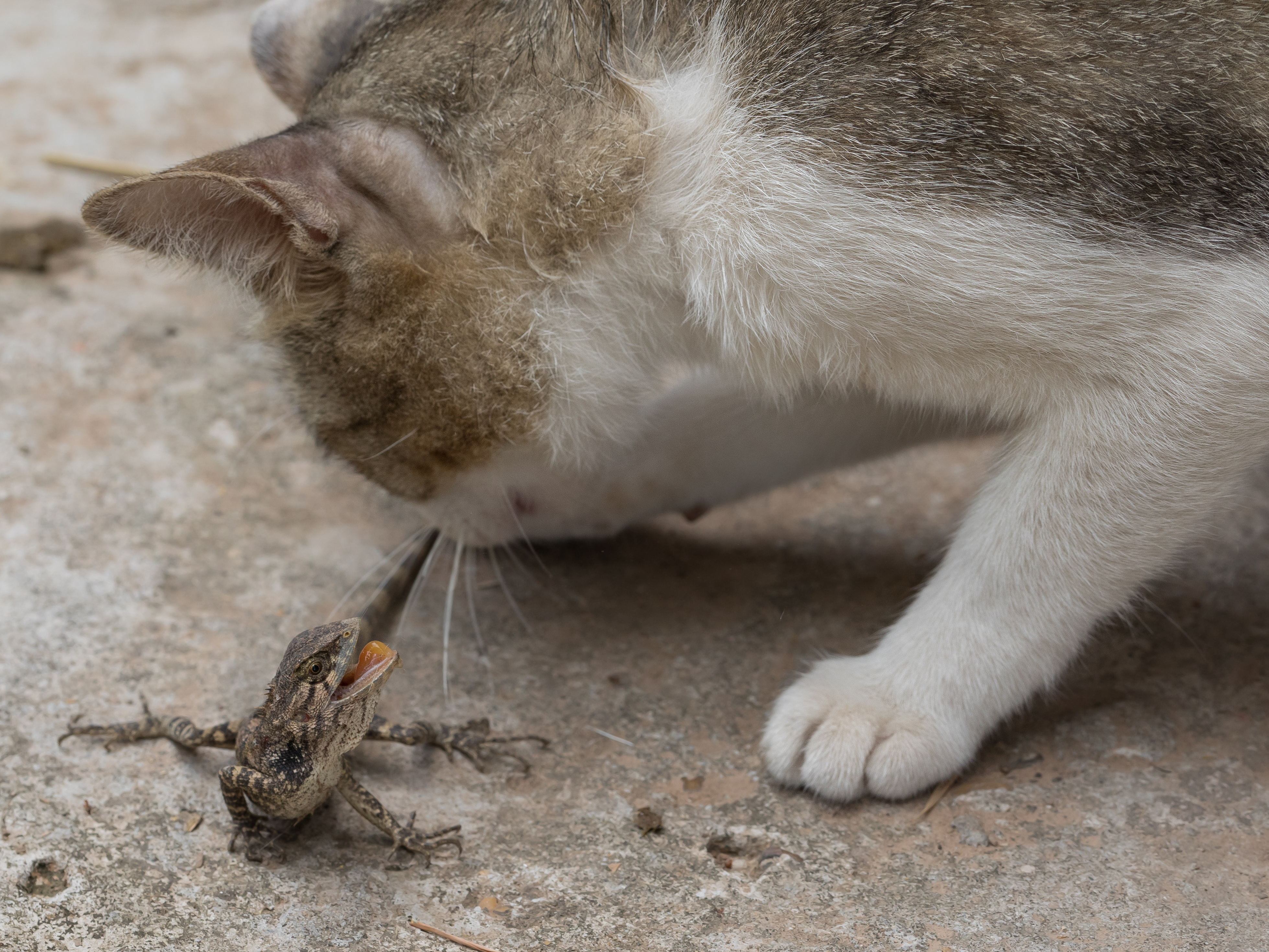
동양정원장지뱀의 꼬리를 문 고양이.

고양이에게 공격당한 야생동물은 면허가 있는 야생동물 재활사가 수의학적 치료를 제공하더라도 예후가 매우 좋지 않다. 포유류의 70% 이상, 조류의 80% 이상이 치료를 받아도 사망한다.:171 고양이의 공격을 받았지만 눈에 띄는 부상이 없는 경우도 조류의 55.8%, 포유류의 33.9%가 사망한다.:169 고양이에게 공격받은 야생동물에게서 일반적으로 나타나는 외상으로는 잘리고 베인 자창(cuts), 피부가 벗겨진 탈피창(degloving), 고양이 이빨로 인한 교창 등이 있다.:171 고양이의 입에서 자연적으로 발견되는 고병원성 세균 Pasteurella multocida는 소동물을 15시간만에 전신감염으로 죽일 수 있다.:171 야생동물 보호시설에서 접수되는 입소 원인들 가운데 고양이와의 상호작용만큼 빠르고 확실하게 재활을 실패하고 죽음으로 이어지는 원인은 드물다.:170
고양이가 야생동물과 접촉함으로써 발생할 수 있는 2차적 효과는, 고양이가 야생동물로부터 질병을 묻어올 수 있다는 것이다. 고양이를 풀어 기르는 북아메리카에서 고양이는 리케차를 옮기는 진드기의 흔한 숙주다. 고양이는 톡소포자충증, 구충증, 묘소병, 야토병, 흑사병 등 다양한 인수공통감염병을 야생동물로부터 인간에게 옮길 수 있다.
특히 고양이를 주요 숙주로 삼아 고양이의 분변으로 배출되는 기생충인 톡소포자충은 사람에게는 무조건 치명적인 것은 아니지만, 일부 야생동물에게는 직접적으로 유해하다. 톡소포자충 감염이 폐사로 이어지는 야생동물로는 해달・하와이까마귀・하와이기러기・붉은발얼가니새・하와이몽크물범 등이 있으며, 이들 가운데 상당수가 절멸위기종이다. 해양동물에게서 발견되는 톡소포자충증은 고양이 분변이 섞인 도시 하수가 원인인 것으로 여겨진다.

## 공포의 생태
공포의 생태란 포식동물의 존재 또는 체취만으로도 피식동물의 개체수가 감소하는 효과를 말한다. 2007년 연구에서는 토착종들이 포식자를 피하기 위해 번식을 줄이고 있으며, 포식자에 의한 포살률이 낮더라도 그러하다는 것을 밝혔다. 이 연구에 따르면 포식자에 의한 직접적 포살률이 1% 미만일 때, 그것이 번식력에 영향을 미침으로 인해 간접적으로 줄어드는 개체수 감소율은 최대 95%에 달한다. 고양이의 존재는 피식종들의 먹이활동, 이동, 스트레스 반응에 변화를 끼쳐 생존과 재생산에 유의미한 영향을 미친다.

## 쥐 방제의 유효성
고양이와 인간의 관계는 기원전 7500년경 신석기시대까지 거슬러 올라간다. 이것은 신석기시대의 정주생활 공동체에 쥐가 꼬이기 시작 한 것과 관련이 있으며, 처음에 고양이의 원종은 인간의 정착지에 꼬인 쥐를 잡아먹는 것으로 인간과 공생관계를 시작했다. 고양이가 인간과 대등한 공생관계를 넘어 가축이 된 것이 정확히 언제부터인지는 제설이 있으나, 고대 이집트에서부터 이미 인간이 고양이를 기르기 시작했다는 충분한 증거들(DNA, 유물들)이 있다. 이후 문명의 발전에 따라 전지구적 규모로 무역로가 개척되면서, 고양이는 해수인 쥐를 구제하기 위한 목적으로 배에 태워져 인간과 함께 전세계로 퍼졌다.
지금도 같은 맥락에서 야생화된 고양이가 쥐를 방제해 줄 것이라고 그 존재의의를 정당화하거나, 또는 야생성이 강해서 입양될 수 없는 고양이에게 “일자리”를 준다며 쥐가 많은 동네에 의도적으로 방생하는 일이 이루어지고 있다. 그러나 고양이의 쥐 포살능력에 대한 대중적인 믿음과 달리, 고양이가 쥐 개체수 조절에 유의미한 도움이 된다는 과학적 근거는 박약하다. 고양이는 쥐를 크고 까다로운 먹잇감으로 여기기 때문에, 장지뱀이나 명금류 같은 더 작고 손쉬운 먹이가 있는 상황에서는 굳이 쥐를 노리지 않는다. 생태학자들과 보전운동가들은 고양이의 해수구제 능력이 굉장히 비효율적이며, 다른 야생동물에게 미치는 해악이 해수구제 능력을 압도한다는 이유로 쥐 방제 수단으로 고양이를 사용하는 것을 반대한다. 도시의 고양이들은 대부분 쥐를 무시하고 사람에게 음식을 구걸하거나 음식물 쓰레기를 뒤진다. 도시에서 야생화된 고양이를 연구한 공중보건 연구원 제이미 차일즈(Jamie Childs)는 『디 애틀랜틱』과의 인터뷰에서 고양이와 쥐가 한 쓰레기더미를 공유하며 평화롭게 식사하는 모습들을 도처에서 볼 수 있다고 증언했다.

## 고양이 애호가들의 대응

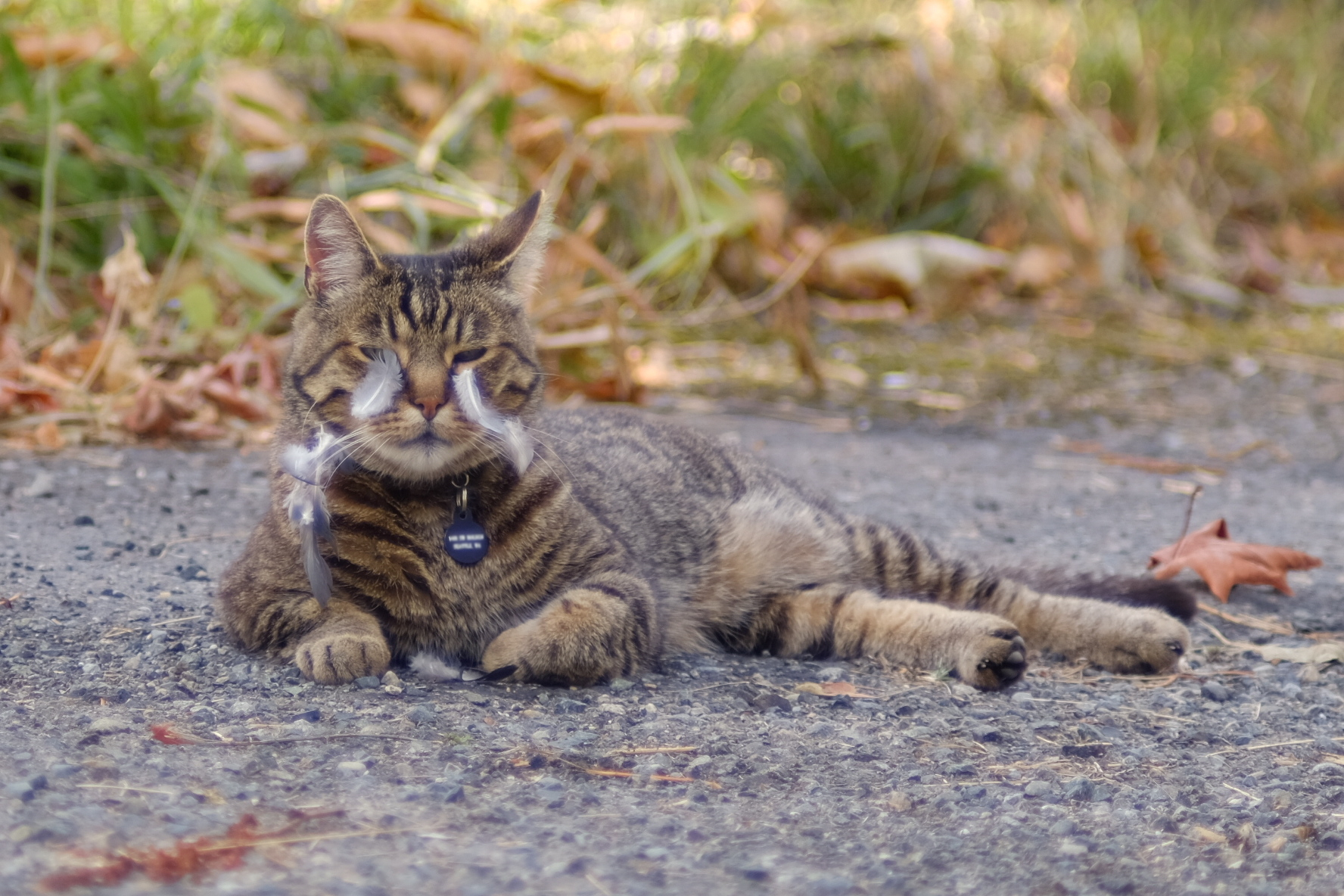
이름표가 달려 있는 이 고양이처럼, 주인 있는 고양이도 집 밖에 풀어 키우면 야생동물을 공격한다.

2018년 영국생태학회에서 발행한 People and Nature에 게재된 연구결과에 따르면, 고양이의 야생동물 포살은 명백한 환경문제(environmental issue)이며, 묘주들이 이 문제가 실존한다는 것을 인정하고 개별적으로 책임지지 않는 한 해결될 수 없는 문제다.
고양이 보호자들을 대상으로 수행한 설문조사에 따르면, 고양이 보호자들은 야생동물 포살을 고양이가 수행하는 정상적인 활동으로 여기며, 그것을 개인적으로 방지해야 할 의무를 거의 느끼지 않는 것으로 나타났다. 오히려 그들은 이 문제에 대한 일정 수준의 인지부조화를 겪을 수 있으며, 고양이가 가져오는 동물 사체를 “보은(gifts)”으로 여겨서 고양이의 야생동물 포살이 유해하지 않다고 믿을 가능성이 고양이를 기르거나 보호하지 않는 일반 대중보다 높다. 또한 문제의 존재를 인정하는 고양이 애호가들도 상당수가 고양이의 행동은 통제될 수 없다고 믿거나, 고양이의 행동을 인위적으로 통제하는 것은 고양이의 복지를 훼손하는 것이라고 생각한다. 심지어 일부 사람들은 고양이가 소동물을 잡아오는 것을 고양이의 “고양이다움(authenticity)”과 “유능함(skill)”을 보여주는 증거라고 생각하고 기꺼워한다.

## 같이 보기
- 과잉 살해